# Ordine degli Eroi della Sotnja Celeste
L'Ordine degli Eroi della Sotnja Celeste (in ucraino Орден Героїв Небесної Сотні?, Orden Heroїv Nebesnoї Sotni) è un'onorificenza ucraina.

## Storia
L'Ordine è stato fondato il 1º luglio 2014 per premiare il coraggio civile, il patriottismo e la difesa dei principi costituzionali di democrazia, diritti umani, libertà, attività benefiche, umanitarie e sociali durante le proteste dell'Euromaidan. Il nome si riferisce ai partecipanti della protesta uccisi. In totale è stato concesso soltanto a 4 persone, tutte postume.

## Insegne
- Il nastro è blu con una striscia centrale gialla.